# Münchenbuchsee
Münchenbuchsee este o localitate în cantonul Berna din Elveția.

## Așezare geografică
Münchenbuchsee se află la 10 km nordvest de Berna.

## Personalități
- Paul Klee (1879-1940), pictor

1. ↑   https://maniwaibel.ch/index.php/lebenslauf, accesat în 28 octombrie 2024 Lipsește sau este vid: |title= (ajutor)
2. ↑   https://www.muenchenbuchsee.ch/de/aktuelles/meldungen/Stille-Wahl-Gemeindepraesidium-2025-2028.php, accesat în 28 octombrie 2024 Lipsește sau este vid: |title= (ajutor)
3. ↑  Arealstatistik Standard - Gemeinden nach 4 Hauptbereichen (în germană), Bundesamt für Statistik[*], accesat în 13 ianuarie 2019